# Гурін Дмитро Олександрович
Дмитро Олександрович Гурін (нар. 24 березня 1982, Хмельницький, Українська РСР, СРСР) — український політик та підприємець, консультант з суспільних комунікацій та проєктів розвитку територій. Народний депутат України 9-го скликання.

## Життєпис
Закінчив Приазовський державний технічний університет.
З 2002 року працював у Москві: дизайнером у студії Артемія Лебедєва, арт-директором Lenta.ru тощо. До 2014 року жив у Росії.
12 років працював у власній агенції на ринку диджитал-комунікацій та реклами. Урбаніст.
З 2016 року — радник з комунікацій у Міністерстві охорони здоров'я. Член робочої групи МОЗ з питань запровадження електронного реєстру листків непрацездатності.
Волонтер КиївАрхітектури, член експертної ради міжнародного відкритого архітектурного конкурсу Terra Dignitas на меморіал героїв Небесної Сотні.
Підприємець, консультант з суспільних комунікацій та проєктів розвитку територій, урбан-активіст. Засновник та керівник ТОВ «Триба», співзасновник та керівник ГО «Документальна реконструкція», співзасновник ТОВ "ПР компанія повного циклу «ВК продакшн груп».
Журналісти видання «Радіо Свобода» пов'язують нардепа Гуріна із забудовником Вавришем, оскільки Гурін був співавтором концепції розвитку території Рибальського острову та брав участь у розробці концепції реконструкції Контрактової площі.

## Політична діяльність
Кандидат у народні депутати від партії «Слуга народу» на парламентських виборах 2019 року (виборчий округ № 218, частина Оболонського, частина Святошинського районів м. Києва). На час виборів: фізична особа-підприємець, проживає в м. Києві. Безпартійний.
У червні 2020 поставив свій підпис під постановою про звільнення Авакова з посту міністра внутрішніх справ.
Член Комітету Верховної Ради з питань організації державної влади, місцевого самоврядування, регіонального розвитку та містобудування, голова підкомітету з питань місцевого самоврядування та органів самоорганізації населення.
В березні 2021 року народний депутат Дмитро Гурін на своїй сторінці у Фейсбуці запропонував звільнити 80 % лікарів через їхні відмови пройти вакцинації Covishield. Таким чином Гурін відреагував на мітинг на Михайлівській площі в Києві, який проходив під гаслом «Вакцинація — геноцид народу».

## Сім'я
Одружений. Дружина — громадянка Росії Марія Салтикова.